# 구월의 이틀
《구월의 이틀》은 장정일이 지은 대한민국 소설이다. 2009년 11월 6일에 랜덤하우스코리아에서 발간하였다.

## 저자

### 소설의 의도
장정일은 이 소설을 쓰면서 '우익 청년 탄생기(성장기)'를 염두에 두었다고 한다. 등장인물 중에 한명은 '은'은 이런 작가의 생각이 드러나 있는 인물이다.

## 내용
고등학교를 졸업하고 같은 대학교에 입학한 '금'과 '은'이 있다. 마침 그들이 입학했을 때 노무현의 대통령 취임식이 시작되고 있었다. '금'은 대한민국 호남지방에서 태어났으며, 체격이 건장하다. 반면 '은'은 영남지방에서 태어났고, 여성스러운 체격과 성격을 지니고 있다. 소설은 이 둘의 만남의 과정, 그리고 주인공들의 내면의 변화에 초점을 맞추고 있다.

## 같이 보기
- 노무현